# Sjednocení Rumunska a Moldavska

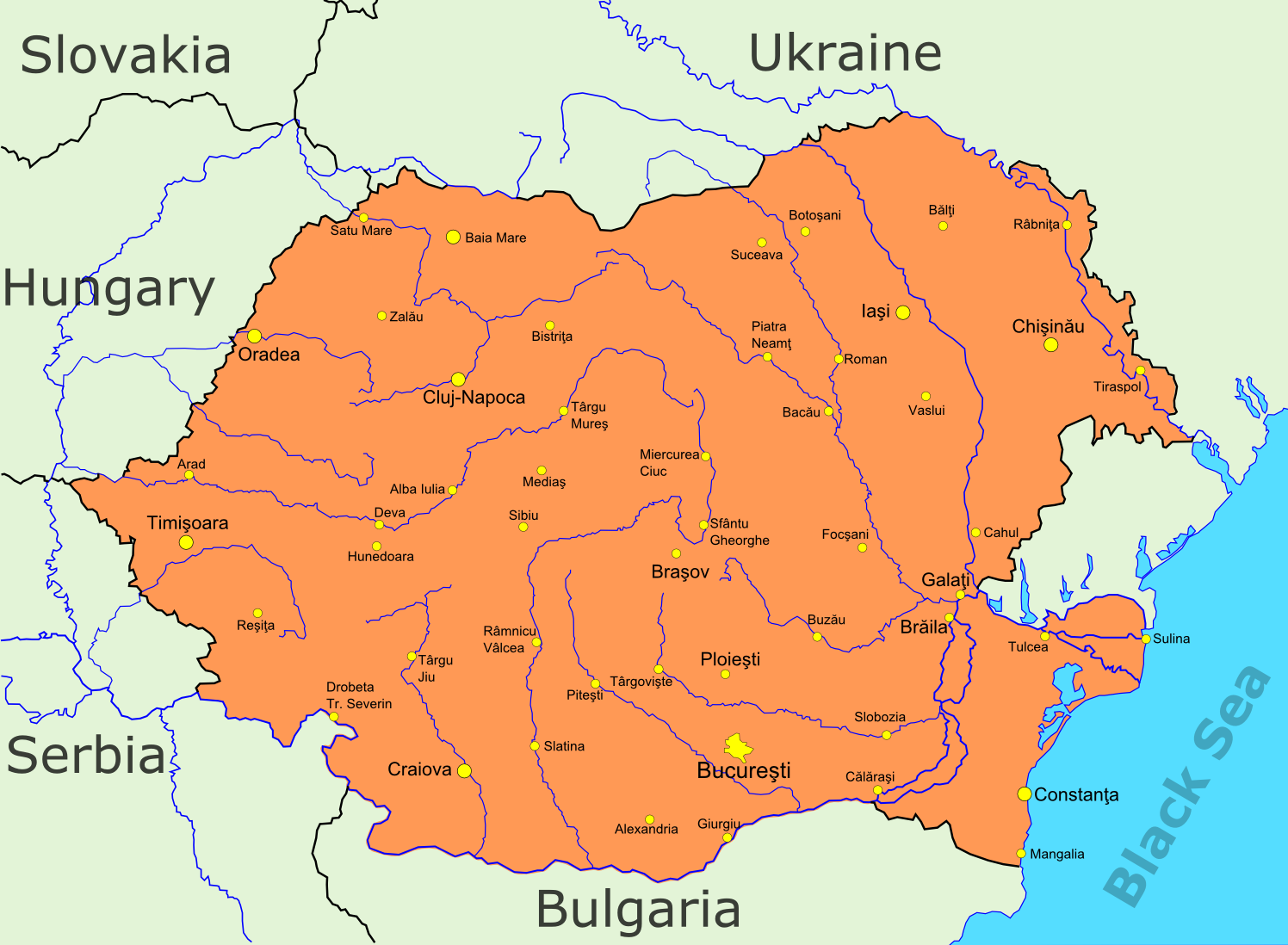
Potenciální mapa Rumunska a Moldavska po sjednocení (včetně Podněstří)

Hnutí za sjednocení Rumunska a Moldavska se formovalo od konce 80. let 20. století. Výrazným podílem přispěla k rozvoji hnutí za sjednocení těchto dvou rumunsky mluvících zemí rumunská revoluce z roku 1989 a rozpad Sovětského svazu a následný vznik nezávislého Moldavska v roce 1991. V roce 2015 se v Moldavsku uskutečnilo několik demonstrací pro i proti sjednocení. Od počátku 90. let se jedná stále o velmi diskutované téma, zejména ve veřejné sféře, která je rozdělena do dvou táborů. Zastánci mírového sjednocení se nazývají „unionisté”, zatímco jejich odpůrci „moldavisté” jsou pro zachování současného statutu.

## Historie
Území Moldavska bylo do roku 1812 pod správou Osmanské říše, avšak po porážce osmanských Turků carskou armádou, Rusové anektovali Besarábii, neboli oblast, která odpovídá velké části dnešního území Moldavské republiky. Identitu obyvatel Besarábie se však nepodařilo potlačit a po téměř sto letech ruské správy vyhlašuje 15. prosince 1917 parlament besarabských Rumunů Moldavskou demokratickou republiku jako autonomní součást ruského impéria. Po necelém půl roce 9. dubna 1918 se Moldavská demokratická republika oficiálně sjednotila s Rumunskem, což vydrželo až do druhé světové války, kdy se Moldavská republika stala jednou z 15 svazových republik SSSR a Rumunsko satelitním státem Sovětského svazu. V roce 1989 propukla v Rumunsku revoluce, byl svržen diktátor Ceaușescu a země se vymanila ze sovětského vlivu. Po rozpadu SSSR v 1991 Moldavská republika vyhlašuje nezávislost a mění se oficiálně na republiku.

## Vzájemné vztahy

### 90. léta
Společná historie a vzájemná blízkost se projevila ihned po vyhlášení samostatné Moldavské republiky v roce 1991, kdy byla rumunská vláda první, kdo oficiálně Moldavsko uznal a zároveň první, kdo s nově vzniklým státem navázal diplomatické vztahy. Avšak krátce po nezávislosti se vztah obou zemí začal zhoršovat, především kvůli jejich odlišným názorům týkajících se základních sociálních a politických otázek. Mnoho Rumunů se domnívalo, že Moldavané potřebují pomoct překonat jejich kulturní postižení způsobené sovětským vlivem. V prvních letech 90. let mnoho moldavských intelektuálů volalo po sjednocení. Otázku připojení k Rumunsku vyřešilo referendum z roku 1994, kdy se 95 % obyvatel vyslovilo proti.
Vztahy mezi zeměmi se zintenzivňovaly zejména po roce 1998, kdy hlavními tématy vzájemné diskuze byla následující témata: vyjasnění společných hranic, spolupráce v oblasti terciárního sektoru, vzdělávání a vědy, integrace do evropských struktur, regionální spolupráce, tvorba společných ekonomických zón, investice rumunského kapitálu do Moldavska, spolupráce v zahraniční oblasti, zjednodušení pohybu osob a zboží na moldavsko-rumunské hranici, spolupráce v oblasti energetiky a revize vzájemných dluhů. Vzájemné porozumění však končí s obměnou vlád v zemích. V Moldavsku vítězí ve volbách v roce 2001 komunisté, kteří další spolupráci s Rumunskem odmítli.

### 2001–2009
S rokem 2001 přichází další významná etapa vzájemných vztahů Rumunska a Moldavska. V obou státech se po volbách k moci dostala do této chvíle opoziční uskupení, která však měla v každém státě odlišný charakter. V Moldavsku se moci chopili komunisté a svého hlavního patrona hledají tradičně z historických důvodů v Moskvě, zatímco v Rumunsku se rozvíjí proevropský kurz zahraniční politiky.

## Političtí aktéři v hře o sjednocení
27. listopadu 2013 tehdejší rumunský prezident Traian Basescu v státní televizi TVR prohlásil, že po připojení Moldavska do EU a NATO je hlavní prioritou pro rumunsko-moldavské sjednocení „Jsem přesvědčený, že jakmile budou Moldavané pro sjednocení, Rumunsko odpoví bez váhání ano.” Tato slova přitom zazněla jen několik dnů před třetím summitem EU v rámci projektu Východního partnerství ve Vilniusu. Moldavsko spolu s Gruzií tam podepsaly 29. listopadu asociační dohodu s Evropskou unií. Na druhou stranu, ale tehdejší premiér Moldavska, Lurie Leanca, označil slova rumunského prezidenta za „vytváření zásadních rozporů” a dal jasně najevo, že prioritou jeho vlády je podporovat suverenitu Moldavska. Podobný názor měl i lídři tehdejší proevropské koalice, Vlad Filat a Marian Lupu. Stejný názor měl i lídr hlavní opoziční strany Vladimir Voronin.

### Hnutí za sjednocení
Dlouhodobějšími hnutími za sjednocení jsou v Moldavsku Noii Golani (Noví Hooligans) a "Besarabia – Pamant Romanesc" (Besarábie – Rumunská zem), v Rumunsku je pak nejvýraznější skupina Desteptarea (Probu).

### Zahraniční aktéři
Ruská federace je zažitým a logickým partnerem pro levicově smýšlející členy vedení státu a velkou roli hraje i v ekonomické a mediální oblasti. Naopak značně roztříštěné spektrum pravicových stran a středových liberálů nestaví jako protiváhu proruské orientace upevňování vazeb s Rumunskem, ale orientuje se přímo na Evropskou unii. V tomto směru je zde jistá možnost shody s částí členů Komunistické strany Moldavska, kteří se také snaží o částečné rozvolnění vazeb s Ruskem.

## Veřejné mínění

### Dvojí občanství
Výzkum taktéž ukazuje, že 33,6 % obyvatel má zájem i o rumunské občanství a 55,8 % by rumunské občanství nechalo. Hlavním důvodem proč by mnoho lidí rádo získalo rumunské občanství je ten, že se cítí být Rumuni (31,9 %), možnost cestovat do Rumunska (48,9 %) a zejména možnost cestovat a pracovat v zemích v rámci EU (17,2 %). Rumunská vláda aktivně různými programy podporuje žadatele o občanství a v současnosti je to více než 400 000 Moldavanů.

### Sjednocení s Rumunskem

#### Moldavsko
Průzkum z února 2014 ukazuje, že za úplné sjednocení s Rumunskem je 21 % obyvatel Moldavska, zatímco proti je 53 % obyvatel, 14 % Moldavanů ještě není rozhodnuto, 9 % lidí by se hlasování zdrželo a ještě méně 3 % odmítli na danou otázku odpovídat.
Průzkum z července 2020 ukazuje, že za sjednocení (podle vzoru Německa) s Rumunskem je 37 % obyvatel Moldavska (o 5% více než v roce 2019), zatímco proti je 52 % obyvatel, 2 % lidí by se zdrželo hlasování, v průzkumu se ptali i na vstup Moldavska do Evropské unie, které rozhodně podporuje 64 % a 21 % je proti. 

#### Rumunsko
86,5 % Rumunů souhlasí se sjednocením 2012, avšak 12,7 % jsou proti, zbytek dotazovaných se nevyjádřil.

### Demonstrace za sjednocení
Nově vzniknutá hnutí "Action 2012" a "Union Council" iniciovali v roce 2012 sérii protestů. První vlna protestů proběhla na výročí sjednocení Besarábie s Rumunskem 25. března 2012 a účastnilo se jich 2 až 3 tisíce lidí. Tato vlna se táhne až do roku 2015 kdy se uskutečnily zatím největší protesty. Dne 16. května 2015 demonstrovalo za sjednocení obou zemí v ulicích Kišiněva přes 25 000 lidí. Největší protest od roku 1990 se odehrál 5. července 2015 v hlavním městě Moldavska a zúčastnilo se ho více než 30 000 lidi.

## Důsledky případného sjednocení
Kdyby se Moldavská republika vzdala svojí suverenity a spojila by se se západním sousedem, Rumunsko by získalo 3,5 milionů obyvatel. I když má Moldavsko výrazně nižší HDP na jednoho obyvatele, pro Rumunsko by případné sjednocení znamenalo nárůst celkového HDP.